# ریچارد ارنست ویلیام ترنر
ریچارد ارنست ویلیام ترنر (انگلیسی: Richard Ernest William Turner; ۲۵ ژوئیهٔ ۱۸۷۱ – ۱۹ ژوئن ۱۹۶۱) فرد نظامی اهل کانادا بود. وی همچنین برندهٔ جوایزی همچون لژیون دونور شده‌است.